# 콩나물밥
콩나물밥은 콩나물을 넣어 지은 쌀밥이다. 밥을 지을 때 소금이나 간장으로 간을 맞추기도 하고, 퍼서 먹을 때 양념장을 치기도 한다.

## 같이 보기
- 콩나물국밥